# Ranczo
Ranczo (Nederlands: Ranch) is een Poolse televisieserie die sinds 2006 uitgezonden wordt op TVP.

## Verhaal
Lucy Wilska woont en werkt in New York, totdat ze een huis erft van haar grootmoeder. Het huis staat in het fictieve Poolse dorpje Wilkowyje. Ze vertrekt naar Polen met de intentie het huis te verkopen, echter de charmes van het dorpje doen haar besluiten te blijven. Dit tot spijt van alle inwoners van het dorpje. die allen interesse hebben in het huis. Ze doen er alles aan om haar weg te krijgen.

## Rolverdeling
| Acteur            | Personage                   |
| ----------------- | --------------------------- |
| Ilona Ostrowska   | Lucy Wilska                 |
| Cezary Żak        | Piotr Kozioł / Paweł Kozioł |
| Violetta Arlak    | Halina Kozioł               |
| Paweł Królikowski | Jakub "Kusy"                |
| Jacek Kawalec     | Tomasz Witebski             |
| Marta Chodorowska | Klaudia Kozioł              |
| Bogdan Kalus      | Tadeusz Hadziuk             |
| Grażyna Zielińska | Zofia                       |

## Afleveringen

### Seizoen 1
| Afl. | Titel | Regisseur         | Schrijver(s)                    |
| ---- | --- | ----------------- | ------------------------------- |
| 1    | Spadek | Wojciech Adamczyk | Robert Brutter & Jerzy Niemczuk |
| 1    | De in de Verenigde Staten geboren Lucy Wilska krijgt te horen dat haar Poolse grootmoeder overleden is en dat ze de enige erfgename is. Ze erft een oud landhuis dat in het pittoreske dorpje Wilkowyja staat. Het oude landhuis, hoe schitterend ook, heeft een grondige renovatiebeurt nodig om het in originele staat terug te brengen. Lucy besluit om het huis te renoveren en het daarna te gaan verkopen. Ze vertrekt van New York naar het dorpje toe en wordt bij aankomst op slag verliefd op het dorpje en zijn bewoners. |                   |                                 |
| 2    | Goście z zaświatów | Wojciech Adamczyk | Robert Brutter & Jerzy Niemczuk |
| 2    | Lucy besluit om na de renovatie zichzelf definitief te gaan vestigen in het dorpje. Wanneer de dorpbewoners dit te horen krijgen ontstaat er onrust in het dorpje, het blijkt dat alle inwoners interesse hebben in het landhuis. Vooral de burgemeester wil het landhuis kopen voor zijn dochter. Hij verzint een verhaal, om Lucy bang te maken, over spoken die zouden rondwaren in het landhuis. Hiermee hoopt hij dat Lucy terugkeert naar New York en het huis voor een laag bedrag verkoopt aan hem. Lucy laat zich echter niet zomaar wegjagen en roept de hulp in van de lokale pastoor. Deze blijkt overigens de tweelingbroer van de burgemeester te zijn. Deze hebben echter al jarenlang ruzie met elkaar. |                   |                                 |
| 3    | Ksiądz z inicjatywą | Wojciech Adamczyk | Robert Brutter & Jerzy Niemczuk |
| 3    | De renovatie van het huis is lastiger dan gedacht. De burgemeester probeert ondertussen te voorkomen dat Lucy aan de slag gaat als lerares Engels op de lokale school. De pastoor besluit vervolgens om Engelse lessen te organiseren vanuit de kerk en is maar al te blij dat Lucy hem daarbij wil helpen. |                   |                                 |
| 4    | Otrzeźwienie | Wojciech Adamczyk | Robert Brutter & Jerzy Niemczuk |
| 4    | |                   |                                 |
| 5    | Wieść gminna | Wojciech Adamczyk | Robert Brutter & Jerzy Niemczuk |
| 5    | |                   |                                 |
| 6    | Racja gminy | Wojciech Adamczyk | Robert Brutter & Jerzy Niemczuk |
| 6    | |                   |                                 |
| 7    | Podwójny agent | Wojciech Adamczyk | Robert Brutter & Jerzy Niemczuk |
| 7    | |                   |                                 |
| 8    | Kozy ofiarne | Wojciech Adamczyk | Robert Brutter & Jerzy Niemczuk |
| 8    | |                   |                                 |
| 9    | Odwyk i antykoncepcja | Wojciech Adamczyk | Robert Brutter & Jerzy Niemczuk |
| 9    | |                   |                                 |
| 10   | Porwanie | Wojciech Adamczyk | Robert Brutter & Jerzy Niemczuk |
| 10   | |                   |                                 |
| 11   | Wspólny wróg | Wojciech Adamczyk | Robert Brutter & Jerzy Niemczuk |
| 11   | |                   |                                 |
| 12   | Honor gminy | Wojciech Adamczyk | Robert Brutter & Jerzy Niemczuk |
| 12   | |                   |                                 |
| 13   | Wielkie wybory | Wojciech Adamczyk | Robert Brutter & Jerzy Niemczuk |
| 13   | |                   |                                 |

### Seizoen 2
| Afl. | Titel                       | Regisseur         | Schrijver(s)                    |
| ---- | --------------------------- | ----------------- | ------------------------------- |
| 1    | Sztuka i władza             | Wojciech Adamczyk | Robert Brutter & Jerzy Niemczuk |
| 1    |                             |                   |                                 |
| 2    | Gmina to ja                 | Wojciech Adamczyk | Robert Brutter & Jerzy Niemczuk |
| 2    |                             |                   |                                 |
| 3    | Lokalna rewolucja           | Wojciech Adamczyk | Robert Brutter & Jerzy Niemczuk |
| 3    |                             |                   |                                 |
| 4    | Honor parafii               | Wojciech Adamczyk | Robert Brutter & Jerzy Niemczuk |
| 4    |                             |                   |                                 |
| 5    | Europejski kandydat         | Wojciech Adamczyk | Robert Brutter & Jerzy Niemczuk |
| 5    |                             |                   |                                 |
| 6    | Rozwód z miłości            | Wojciech Adamczyk | Robert Brutter & Jerzy Niemczuk |
| 6    |                             |                   |                                 |
| 7    | Diabelskie porachunki       | Wojciech Adamczyk | Robert Brutter & Jerzy Niemczuk |
| 7    |                             |                   |                                 |
| 8    | Jesienna burza              | Wojciech Adamczyk | Robert Brutter & Jerzy Niemczuk |
| 8    |                             |                   |                                 |
| 9    | Diler pierogów              | Wojciech Adamczyk | Robert Brutter & Jerzy Niemczuk |
| 9    |                             |                   |                                 |
| 10   | Do dobrego lepiej przymusić | Wojciech Adamczyk | Robert Brutter & Jerzy Niemczuk |
| 10   |                             |                   |                                 |
| 11   | Siła władzy                 | Wojciech Adamczyk | Robert Brutter & Jerzy Niemczuk |
| 11   |                             |                   |                                 |
| 12   | Plan awaryjny               | Wojciech Adamczyk | Robert Brutter & Jerzy Niemczuk |
| 12   |                             |                   |                                 |
| 13   | Zgoda po polsku             | Wojciech Adamczyk | Robert Brutter & Jerzy Niemczuk |
| 13   |                             |                   |                                 |

### Seizoen 3
| Afl. | Titel                   | Regisseur         | Schrijver(s)                    |
| ---- | ----------------------- | ----------------- | ------------------------------- |
| 1    | Płomień duży i mały     | Wojciech Adamczyk | Robert Brutter & Jerzy Niemczuk |
| 1    |                         |                   |                                 |
| 2    | Powrót demona           | Wojciech Adamczyk | Robert Brutter & Jerzy Niemczuk |
| 2    |                         |                   |                                 |
| 3    | W kleszczach terroryzmu | Wojciech Adamczyk | Robert Brutter & Jerzy Niemczuk |
| 3    |                         |                   |                                 |
| 4    | Fakt prasowy            | Wojciech Adamczyk | Robert Brutter & Jerzy Niemczuk |
| 4    |                         |                   |                                 |
| 5    | Radio interaktywne      | Wojciech Adamczyk | Robert Brutter & Jerzy Niemczuk |
| 5    |                         |                   |                                 |
| 6    | Wielkie odkrycie        | Wojciech Adamczyk | Robert Brutter & Jerzy Niemczuk |
| 6    |                         |                   |                                 |
| 7    | Sprawca                 | Wojciech Adamczyk | Robert Brutter & Jerzy Niemczuk |
| 7    |                         |                   |                                 |
| 8    | Nowa siła               | Wojciech Adamczyk | Robert Brutter & Jerzy Niemczuk |
| 8    |                         |                   |                                 |
| 9    | Upadek obyczajów        | Wojciech Adamczyk | Robert Brutter & Jerzy Niemczuk |
| 9    |                         |                   |                                 |
| 10   | Miedź brzęcząca         | Wojciech Adamczyk | Robert Brutter & Jerzy Niemczuk |
| 10   |                         |                   |                                 |
| 11   | Zrozumieć kobietę       | Wojciech Adamczyk | Robert Brutter & Jerzy Niemczuk |
| 11   |                         |                   |                                 |
| 12   | Złoty deszcz            | Wojciech Adamczyk | Robert Brutter & Jerzy Niemczuk |
| 12   |                         |                   |                                 |
| 13   | Szczęśliwe rozwiązanie  | Wojciech Adamczyk | Robert Brutter & Jerzy Niemczuk |
| 13   |                         |                   |                                 |

### Seizoen 4
| Afl. | Titel                     | Regisseur         | Schrijver(s)                    |
| ---- | ------------------------- | ----------------- | ------------------------------- |
| 1    | Szok poporodowy           | Wojciech Adamczyk | Robert Brutter & Jerzy Niemczuk |
| 1    |                           |                   |                                 |
| 2    | Sztormy emocjonalne       | Wojciech Adamczyk | Robert Brutter & Jerzy Niemczuk |
| 2    |                           |                   |                                 |
| 3    | Śluby i rozstania         | Wojciech Adamczyk | Robert Brutter & Jerzy Niemczuk |
| 3    |                           |                   |                                 |
| 4    | Agent                     | Wojciech Adamczyk | Robert Brutter & Jerzy Niemczuk |
| 4    |                           |                   |                                 |
| 5    | Polityka i czary          | Wojciech Adamczyk | Robert Brutter & Jerzy Niemczuk |
| 5    |                           |                   |                                 |
| 6    | Wymiana międzypokoleniowa | Wojciech Adamczyk | Robert Brutter & Jerzy Niemczuk |
| 6    |                           |                   |                                 |
| 7    | Dzieci śmieci             | Wojciech Adamczyk | Robert Brutter & Jerzy Niemczuk |
| 7    |                           |                   |                                 |
| 8    | W samo południe           | Wojciech Adamczyk | Robert Brutter & Jerzy Niemczuk |
| 8    |                           |                   |                                 |
| 9    | Bohaterski strajk         | Wojciech Adamczyk | Robert Brutter & Jerzy Niemczuk |
| 9    |                           |                   |                                 |
| 10   | Debata                    | Wojciech Adamczyk | Robert Brutter & Jerzy Niemczuk |
| 10   |                           |                   |                                 |
| 11   | Kontratak                 | Wojciech Adamczyk | Robert Brutter & Jerzy Niemczuk |
| 11   |                           |                   |                                 |
| 12   | Fałszerze uczuć           | Wojciech Adamczyk | Robert Brutter & Jerzy Niemczuk |
| 12   |                           |                   |                                 |
| 13   | Zemsta i wybaczenie       | Wojciech Adamczyk | Robert Brutter & Jerzy Niemczuk |
| 13   |                           |                   |                                 |

### Seizoen 5
| Afl. | Titel                           | Regisseur         | Schrijver(s)                    |
| ---- | ------------------------------- | ----------------- | ------------------------------- |
| 1    | Msza obywatelska                | Wojciech Adamczyk | Robert Brutter & Jerzy Niemczuk |
| 1    |                                 |                   |                                 |
| 2    | Czysty biznes                   | Wojciech Adamczyk | Robert Brutter & Jerzy Niemczuk |
| 2    |                                 |                   |                                 |
| 3    | Wielki powrót                   | Wojciech Adamczyk | Robert Brutter & Jerzy Niemczuk |
| 3    |                                 |                   |                                 |
| 4    | Amerykańska baza                | Wojciech Adamczyk | Robert Brutter & Jerzy Niemczuk |
| 4    |                                 |                   |                                 |
| 5    | Człowiek z Rio                  | Wojciech Adamczyk | Robert Brutter & Jerzy Niemczuk |
| 5    |                                 |                   |                                 |
| 6    | Obcy krajowcy                   | Wojciech Adamczyk | Robert Brutter & Jerzy Niemczuk |
| 6    |                                 |                   |                                 |
| 7    | Doktor Wezół                    | Wojciech Adamczyk | Robert Brutter & Jerzy Niemczuk |
| 7    |                                 |                   |                                 |
| 8    | Włoski rozłącznik               | Wojciech Adamczyk | Robert Brutter & Jerzy Niemczuk |
| 8    |                                 |                   |                                 |
| 9    | Honor i zęby trzonowe           | Wojciech Adamczyk | Robert Brutter & Jerzy Niemczuk |
| 9    |                                 |                   |                                 |
| 10   | Przymus rekreacji               | Wojciech Adamczyk | Robert Brutter & Jerzy Niemczuk |
| 10   |                                 |                   |                                 |
| 11   | Przewroty kopernikańskie        | Wojciech Adamczyk | Robert Brutter & Jerzy Niemczuk |
| 11   |                                 |                   |                                 |
| 12   | Nad Solejuków i Wargaczów domem | Wojciech Adamczyk | Robert Brutter & Jerzy Niemczuk |
| 12   |                                 |                   |                                 |
| 13   | Pakt z czartem                  | Wojciech Adamczyk | Robert Brutter & Jerzy Niemczuk |
| 13   |                                 |                   |                                 |

### Seizoen 6
Wegens het aanhoudende succes van de serie is een zesde seizoen aangekondigd.

## Uitzendingen
| Seizoen | Seizoen | Afleveringen | Officiële uitzending | Officiële uitzending | Officiële uitzending |
| Seizoen | Seizoen | Afleveringen | Seizoen première     | Seizoen einde        | Kijkers*             |
| ------- | ------- | ------------ | -------------------- | -------------------- | -------------------- |
|         | 1       | 13           | 5 maart 2006         | 21 mei 2006          | 4721154              |
|         | 2       | 13           | 18 maart 2007        | 17 juni 2007         | 6857229              |
|         | Film    | Film         | 26 december 2007     | 26 december 2007     |                      |
|         | 3       | 13           | 9 maart 2008         | 1 juni 2008          | 6898190              |
|         | 4       | 13           | 1 maart 2009         | 24 mei 2009          | 8283864              |
|         | 5       | 13           | 6 maart 2011         | 5 juni 2011          | 6652457              |
|         | 6       | 13           | 4 maart 2012         | 27 mei 2012          | 6226339              |

- * Gemiddeld aantal kijkers per aflevering over het hele seizoen.